# Адиабла
Адиабла (др.-греч. Αδιαβλα) — город в Кавказской Албании. Город был упомянут древнегреческим историком Птолемеем. В начале XIX века А. Яновский отмечал, что Адиабла могла быть расположена в лесу, возможно на месте руин у западной границы Шеки, однако, в этот период утверждалось, что эти места находились в районах Илису или Джаро-Белоканы. Согласно С. Н. Муравьеву Адиабла была расположена на месте современного села Алиабад, в 15 км к югу от Закатал, на левом берегу Карачая Закатальского района Азербайджана.